# Penstemon diphyllus
Espèce
Penstemon diphyllus  est une espèce de plantes de la famille des Plantaginacées, originaire d'Amérique du Nord. Elle est connue sous le nom de  Two-leaf Beardtongue en anglais. 

## Description
Cette espèce est pérenne qui peut atteindre 70cm de hauteur. Les fleurs sont généralement de couleur lavande.